# Aurora (nombre)
Aurora es un nombre propio femenino de origen latino en su variante en español. Su significado es evidente, ‘aurora’, ‘amanecer’; es un nombre usado para augurar la belleza y la luminosidad de la aurora. En la mitología romana, Aurora es la deidad que personifica el amanecer.

## Etimología
Deriva del latín aurora (en latín arcaico ausosa), quizá derivado del sabino Ausel, nombre de una divinidad solar, o del latín aurum, oro.

## Variantes
| Variantes en otras lenguas | Variantes en otras lenguas |
| -------------------------- | -------------------------- |
| Español                    | Aurora                     |
| Alemán                     | Aurora                     |
| Aragonés                   | Aurora                     |
| Asturiano                  | Aurora                     |
| Bosnio                     | Aurora                     |
| Bretón                     | Aurora                     |
| Catalán                    | Aurora                     |
| Checo                      | Aurora                     |
| Danés                      | Aurora                     |
| Eslovaco                   | Auróra                     |
| Esloveno                   | Avrora                     |
| Estonio                    | Aurora                     |
| Euskera                    | Goizargi                   |
| Finlandés                  | Aurora                     |
| Francés                    | Aurore                     |
| Gallego                    | Aurora                     |
| Georgiano                  | ავრორა (Avrora)            |
| Griego                     | Αουρόρα (Aouróra)          |
| Hebreo                     | Shahar (פאר)               |
| Holandés                   | Aurora                     |
| Húngaro                    | Auróra                     |
| Inglés                     | Aurora                     |
| Islandés                   | Aurora                     |
| Italiano                   | Aurora                     |
| Latín                      | Aurora                     |
| Lituano                    | Aurora                     |
| Noruego                    | Aurora                     |
| Polaco                     | Aurora                     |
| Portugués                  | Aurora                     |
| Rumano                     | Aurora                     |
| Ruso                       | Аврора (Avrora)            |
| Serbio                     | Аурора (Aurora)            |
| Sueco                      | Aurora                     |
| Turco                      | Aurora                     |
| Ucraniano                  | Аврора (Avrora)            |

## Personas
- Aurora Alonso de Rocha, escritora argentina.
- Aurora Alquinta, música chilena.
- Aurora Aksnes, cantante
- Aurora Bautista, actriz española.
- Aurora Beltrán, cantante y exlíder del grupo español Tahúres Zurdos.
- Aurora Bertrana, escritora española.
- Aurora Cáceres Moreno, escritora peruana.
- Aurora Carbonell, actriz española.
- Aurora Claramunt, presentadora y realizadora de televisión española.
- Aurora Fuster Gallardo, autora teatral española.
- Aurora León Alonso, historiadora del Arte española.
- Aurora Mateos, dramaturga y abogada internacionalista
- Aurora Redondo, actriz de teatro y cine española.
- Aurora Venturini, novelista, cuentista, poeta, traductora y ensayista argentina.
- Aurore Dupin, conocida como George Sand, escritora francesa.

## Personajes de ficción
- Princesa Aurora, protagonista del filme animado de Walt Disney, La bella durmiente (película de 1959)
- Princesa Aurora, personaje del anime de ciencia ficción El Galáctico SF Saiyuki Starzinger.

## Santoral
- Santa Aurora u Orora, venerada en la Isla de Man, donde se celebra su efeméride el 20 de octubre.
- Santa Aurora, virgen y mártir, celebrada el 19 de junio.
- Nuestra Señora de la Aurora, venerada especialmente en el sur de la provincia de Córdoba (España), celebrada el 15 de septiembre.